# Мінуюча міль томатна
Томатна мінуюча міль, Tuta absoluta — тропічний вид метеликів родини Виїмчастокрилі молі (Gelechidae). Ця комаха може завдавати помітної шкоди низці культивованих рослин, особливо томатам. Поширена у десятках країн усіх континентів.

## Зовнішній вигляд[1]
Тіло молі має 6–7 мм завдовжки і 8–10 мм розмах крил. Основне його забарвлення темно-коричневе, поверхня матова, візерунок крил невиразний. Основні ознаки імаго:
- губні щупики спрямовані уперед і загнуті догори;
- антени поступово звужені до вершин;
- тім'я вкрите звуженими лусочками;
- антени, щупики та ноги — із чорними і коричневими кільцями,
- крила вкриті сріблястими й сірими лусочками, на передніх крилах є дрібні чорні цяточки, облямовані рудим або жовтим;
- передній край задніх крил із угнутість поблизу їх вершини і в цьому місці позбавлений волосків.

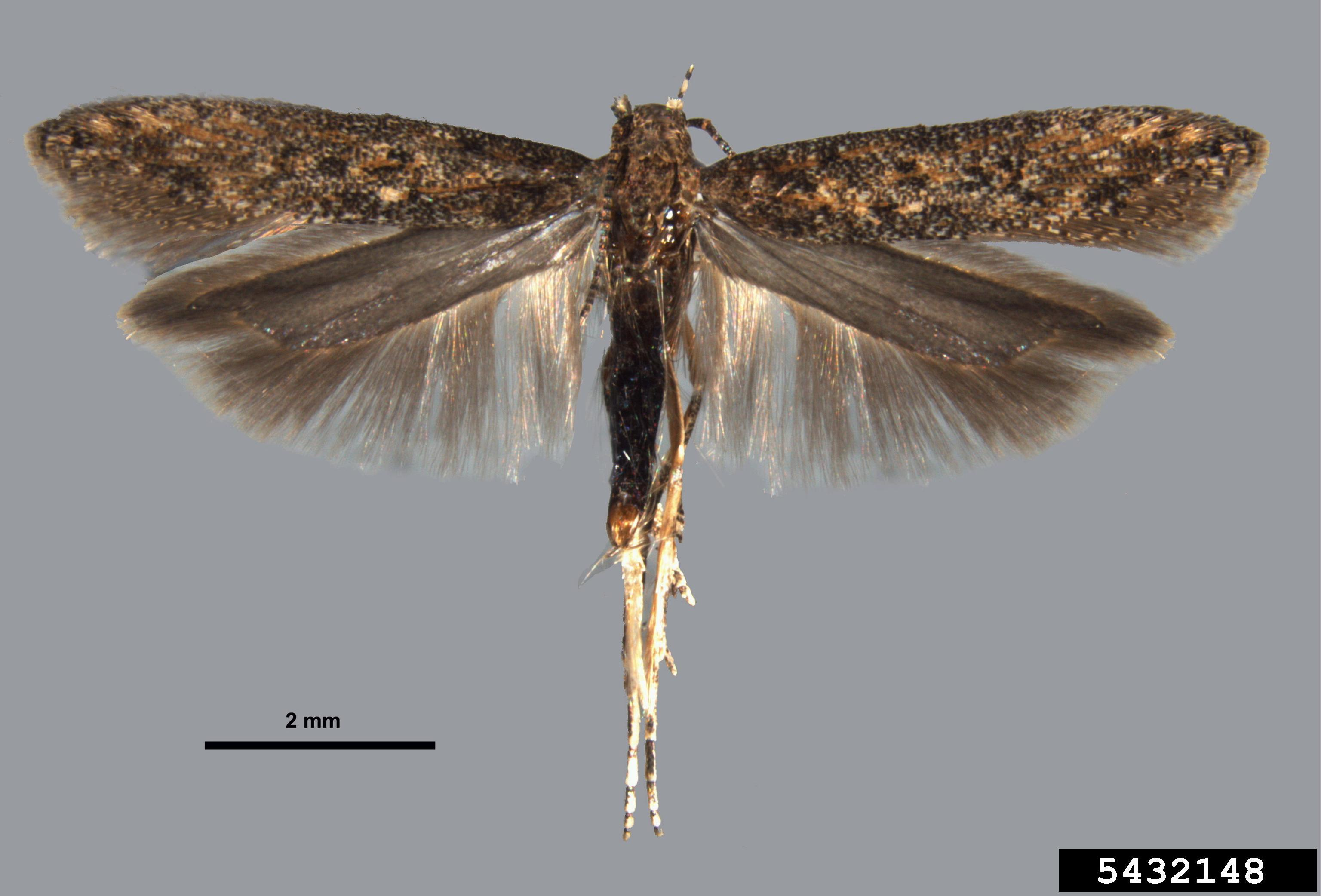
Tuta absoluta у музейній колекції

яйця жовтувато-білі, гусениці жовтого або жовто-зеленого кольору із чорною смужкою зверху на першому грудному членику, лялечки попервах зеленуваті, згодом стають світло-коричневими.

## Спосіб життя
Томатна міль найактивніша від сутінок і до ранку. Вдень метелики ховаються серед листя рослини-господаря.
Метелик — типовий поліфаг. Його гусениці харчуються на рослинах з 30 родин, віддаючи перевагу диким та культивованим пасльоновим: (дурману, блекоті, дерезі, баклажанам, картоплі, пепіно, тютюну та іншим. Найпривабливішими для них є томати.

Світла пляма на томатному листку — міна, утворена личинкою Tuta absoluta. Гусениця вигризла порожнину у товщі листка. В правій частині фото крізь напівпрозору шкірочку видно сірувату личинку

Самиця відкладає яйця поодинці (інколи — по декілька), зазвичай на нижній бік листкової платівки. Плодючість самки коливається в межах 60–260 яєць, загальний період їх відкладання –20 днів. Через 4–7 днів з яєць виходять жовті личинки. Вони вгризаються у листкову м'якіть і харчується нею, вигризаючи неправильної форми порожнини з напівпрозорими стінками міни у товщі листка. Так само вони можуть жити в стеблах і часом у квітах та плодах. Часом гусениці, що вийшли з яєць, шукають собі на рослині краще місце для мешкання. Розвиток гусениць триває від 11 до 36 днів, за цей період вони тричі линяють і стають рожевуватими. Завершивши розвиток, гусениця вигризає отвір і виходить назовні. На поверхні листків у шовковистому коконі або робить собі укриття, стягуючи ниточками листя докупи. Вона також може залялькуватися всередині міни або у ґрунті (без кокону, на глибині 1–2 см). Через 9–20 днів з лялечки виходить дорослий метелик. Самиці живуть 18–38 днів, самці — дещо більше. За рік метелик може дати 10—15 повних поколінь. Зимувати можуть личинки, лялечки й імаго.
Серед природних ворогів томатної молі зареєстровані павуки, кліщі, щипавки, трипси, хижі напівтвердокрилі, личинки золотоочок, жуки — сонечка та туруни, мурашки й оси. Коло паразитів, пов'язаних з цим видом, включає два види мух-тахін і близько 100 видів перетинчастокрилих — паразитів яєць, личинок та лялечок.

## Поширення
Перший екземпляр метелика було знайдено у 1913 році у Перу. Вважають, що саме Південна Америка є природною батьківщиною цього виду. Звідси, завдяки діяльності людини, почалося його стрімке поширення (інвазія суходолом. У1990 роки метелик фіксується у Венесуелі, Болівії, Аргентині, Еквадорі, у 2004 році — у Бразилії, Чилі, Уругваї, і розселення тривало. Вид поки не перетнув північні кордони Центральної Америки (найпівденніші знахідки зроблені у Панамі, Коста-Риці та на Гаїті.
У 2006 році метелик вперше з'явився в Іспанії, звідки полчалося його розселення по Європі. У 2008—2009 роках його вже знайшли у Франції, Італії, на Близькому Сході та у Північній Африці. Нині він зареєстрований від Марокко до Єгипту, в екваторіальних країнах континенту, а на Сході — аж до Індії та Китаю включно. Загалом за даними на липень 2020 року мешкання метелика підтверджене у понад 100 країнах світу.

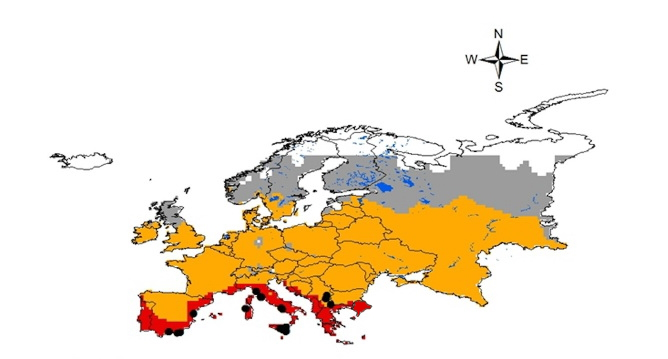
Базуючись на екологічних вимогах Tuta absoluta до клімату, фахівці склали карти, які відображають придатність різних регіонів планети до мешкання цього виду. Отже можна прогнозувати поширення виду і його шкодочинність. Наводимо дві карти: Європи та світу

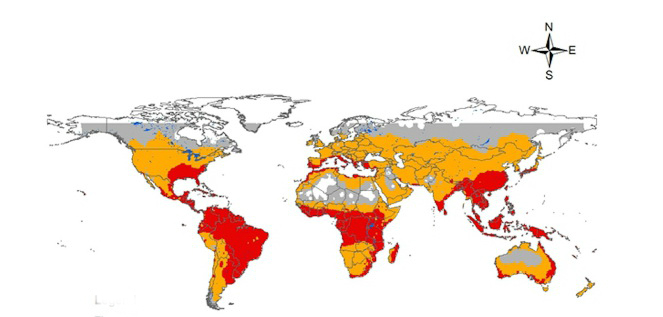
Червоним кольором позначено території, найпридатніші для тривалого виживання томатної молі. Ступінь придатності знижується з півдня на північ. Незабарвленими (білими) лишились регіони, зовсім непридатні для заселення шкідником. Чорні крапки — місця, де в Європі метелик вже оселився (по неповним даним 2015 року)

В Україні вид вперше знайшли у 2010 році — в Криму та на Одещині, у відкритому ґрунті та в одному тепличному господарстві. Станом на 1 січня 2015 року осередки метелика були виявлені також у Херсонській, Миколаївській, Запорізькій та Дніпропетровській областях.
Хоча в Україні є окремі осередки томатної молі, вона лишається об'єктом зовнішнього карантину. Регулярно уражені нею плоди знаходять у вантажах з-за кордону. Наприклад, у квітні 2019 року на митниці «Хмельницький-Центральний» у вантажі свіжих овочів (томати, кабачки, перець) у овочах знайдено живих гусениць томатної молі і вантаж (майже 15 тонн) повернули виробнику у Туреччину. Аналогічні випадки траплялися на Волині<, Тернопільщині, Київщині, в Черкасах.

## Значення у природі та житті людини
Подібно до інших біологічних видів, Tuta absoluta у природних екосистемах свого початкового ареалу була невід'ємною ланкою природних екосистем, споживаючи рослинні тканини і стаючи здобиччю тварин — хижаків та паразитів. Однак у овочевих господарствах вона завдає значної шкоди, особливо, коли її чисельність і щільність досягає значних величин. Тут вона може знищити до 100 % врожаю томатів у відкритому й закритому ґрунті. Її шкодочинності сприяє:
- величезна концентрація харчових ресурсів в агроценозах;
- поширення внаслідок діяльності людини — з розсадою, плодами, пакувальним матеріалом, тарою, ґрунтом, інвентарем, рослинними рештками;
- слабкість або відсутність пресу природних ворогів на популяції метелика;
- біологічні особливості — короткий життєвий цикл, досить широкий спектр кормових рослин, прихований спосіб життя гусені й лялечок і т. і.

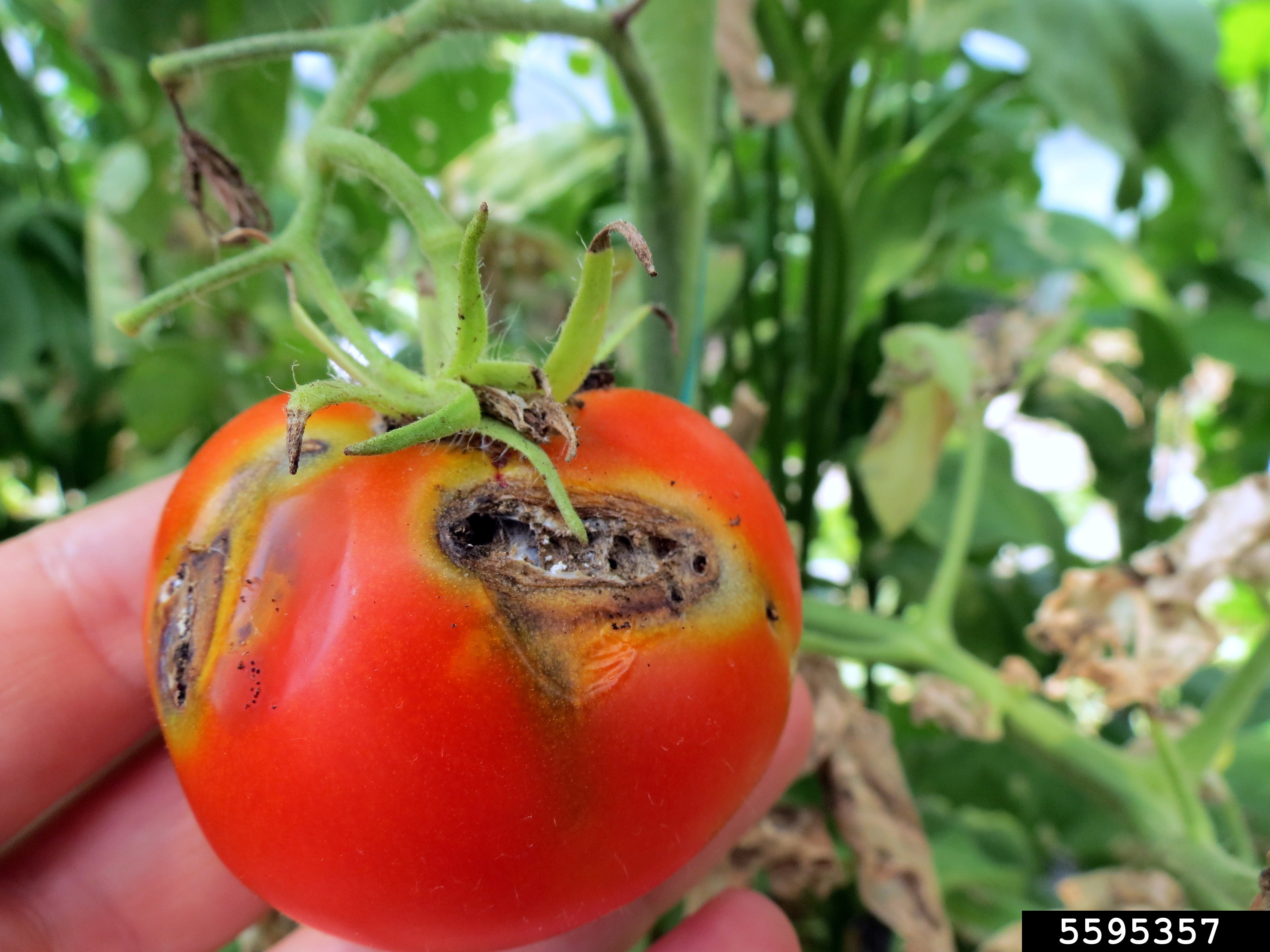
Помідори, пошкоджені личинками томатної молі, починають гнити і втрачають споживчі якості. До того ж, при транспортуванні вони стають джерелом розселення шкідника

У парниках та теплицях томатна міль стає справжнім лихом, часом знищуючи врожай томатів на 100 %

Личинки поїдають всі надземні органи рослин, від листя часом лишаються самісінькі жилки. Ушкоджені плоди погано зберігаються, загнивають і втрачають товарну якість. За розрахунками науковців на території України томатна міль пошириться, акліматизується і буде завдавати найбільших збитків у відкритому й закритому ґрунті в АР Крим, Одеській, Миколаївській, Херсонській, Запорізькій і Закарпатській областях. Зону можливої шкідливості (головним чином, у закритому ґрунті) складають Дніпровська, Луганська, Донецька та Чернівецька області. На решті території можлива поступова акліматизація шкідника'

### Засоби профілактики і боротьби:[10]
- суворий фітосанітарний контроль, включаючи заборону імпорту плодів і садивного матеріалу з країн, де шкідник набув значного поширення (Туреччина, Іспанія, Марокко, Єгипет, Сирія та ін.);
- візуальний та за допомогою  феромонних пасток моніторинг у овочевих господарствах — рослин в період вегетації та сільгоспродукції, що зберігається[17].;
- переривання життєвого циклу шкідника сівозмінами — чорним паром на строк не менше ніж 6-8 тижнів;
- уникання спільних посадок ранніх та пізніх сортів томатів;
- знищення метеликів за допомогою світлових, кольорових та феромонних пасток, а у закритому ґрунті — застосування хижих та паразитичних комах (клоп Podisus);
- видалення бур'янів на полі та в теплицях і поблизу посівів оскільки бур'яни часом стають резерваторами томатної молі;
- глибока осіння оранка ґрунту;
- в теплицях і парниках на 4-5 тижнів відкривати для прогрівання сонцем ґрунт — це знищуює лялечок метелика;
- знищення плодів і рослинних рештків, уражених шкідником;
- ретельне очищення земле обробної техніки, виробничого інвентарю, пакувального матеріалу та спецодягу працівників;
- облаштування засними сіткам вікон, дверей та інших отворів у теплицях;
- використання високоефективних інсектицидів.